# Randy Jackson
Randall Darius "Randy" Jackson, född 23 juni 1956 i Baton Rouge, Louisiana, är en amerikansk musiker och producent som framför allt är känd för allmänheten som medlem i juryn för teveprogrammet American Idol. Han turnerade även med de amerikanska rockgiganterna Journey åren 1985-1987.
Den 23 maj 2020 presenterades Jackson som ny basist i Journey, därmed är han tillbaka i bandet efter 33 år.